# Renate Schubert (Schauspielerin, 1939)
Renate Schubert (* 11. April 1939 in Glatz, Niederschlesien, Deutschland; jetzt Polen) ist eine deutsche Schauspielerin.

## Leben
Renate Schubert studierte einige Semester Publizistik und nahm Schauspielunterricht bei Eva Fiebig und Joseph Offenbach. Im Anschluss daran folgten Verpflichtungen als Theaterschauspielerin nach Hamburg, Bonn, Bruchsal und Köln. Später arbeitete sie nur noch freiberuflich.
In der Spielzeit 1961/62 gehörte sie zum Schauspielensemble am  Landestheater Darmstadt. In der Spielzeit 1970/71 war sie mit einem Teilvertrag am „Kammertheater Karlsruhe“ engagiert. In der Spielzeit 1978/79 war sie als Gast am Theater Central in Bonn engagiert, wo sie in der Programmreihe „Nachtstudio“ mit Jean Cocteaus Monodrama Die geliebte Stimme auftrat. 1983 übernahm sie am Thalia Theater in Hamburg die Rolle der Doris, die Frau des „Teufels“ Elias, in dem Theaterstück Der blaue Boll; Regie führte Michael Gruner.
Schubert wirkte vorwiegend in Fernsehproduktionen. Ihre erste Fernseharbeit war 1964 in der Krimireihe Das Kriminalmuseum, in welcher sie in der Episode Der Füllfederhalter die Rolle der Nachbarin darstellte. Darauffolgend spielte sie die Millette in der Fernsehkomödie Der Mitternachtsmarkt (1964) und trat in dem Filmdrama Die verschlossene Tür (1965) als Dienstmagd in Erscheinung. 1967 sah man Schubert in der allerersten Episode von Aktenzeichen XY … ungelöst.
Anfang der 1970er-Jahre verkörperte sie die Alma Brande in dem Erotikfilm Das gelbe Haus am Pinnasberg. In dem Märchenfilm Hänsel und Gretel (1971) übernahm sie unter der Regie von Rudolf Jugert die Rolle der Stiefmutter. 1977 war Schubert in der TV-Serie Drei sind einer zuviel in mehreren Episoden zu sehen, in denen ebenfalls Rudolf Jugert die Regie führte.
Nachdem sie 1980 als Prostituierte Rosa in der Udo-Lindenberg-Filmkomödie Panische Zeiten zu sehen war, wirkte sie Ende der 1980er-Jahre in jeweils einer Episode der TV-Serien Großstadtrevier und Der Landarzt mit. 1989 spielte sie ihre letzte Rolle als DDR-Offizierin in dem Film Doppelgänger.
Renate Schubert arbeitete auch für den Hörfunk und war als Synchronsprecherin tätig. Ihr Bruder war der Tänzer und Schauspieler Herbert F. Schubert.

## Filmografie (Auswahl)
- 1964: Das Kriminalmuseum: Der Füllfederhalter (TV-Serie)
- 1964: Das Pferd (TV)
- 1964: Der Mitternachtsmarkt (TV)
- 1965: Die verschlossene Tür (TV)
- 1967: Aktenzeichen XY … ungelöst (Staffel 1, Folge 1)
- 1968: Der Arzt von St. Pauli
- 1969: Gnade für Timothy Evans (TV)
- 1970: Das gelbe Haus am Pinnasberg
- 1970: Auftrag: Mord! (TV)
- 1970: Nachbarn (TV)
- 1971: Hänsel und Gretel (TV)
- 1971: Jürgen Roland’s St. Pauli-Report
- 1972: Knast (TV)
- 1972: Viola und Sebastian
- 1973: Wer einmal in das Posthorn stößt
- 1973: Der Lord von Barmbeck
- 1973: Ein Herz und eine Seele (TV-Serie, 4 Folgen)
- 1974: John Glückstadt
- 1976: Gesucht wird...: Susanne Hilbich (TV-Serie)
- 1976: Schaurige Geschichten: Der Traum vom Fliegen (TV-Serie)
- 1977: Drei sind einer zuviel (TV-Serie)
- 1979: Tödlicher Ausgang (TV)
- 1980: Panische Zeiten
- 1984: Novemberkatzen
- 1987: Großstadtrevier: Große Haie, kleine Fische (TV-Serie)
- 1987: Der Landarzt (TV-Serie)
- 1989: Doppelgänger